# Der Graf von Luxemburg (1957)
Der Graf von Luxemburg ist eine deutsche Verfilmung der gleichnamigen Operette (1909) von Franz Lehár aus dem Jahre 1957. Unter der Regie von Werner Jacobs spielt Gerhard Riedmann die Titelrolle. An seiner Seite ist die Sängerin Renate Holm in der weiblichen Hauptrolle zu sehen.

## Handlung
René, der titelgebende Graf von Luxemburg, ist ein ebenso charmanter Frauenbetörender wie komplett verarmt. Sein allzu verschwenderischer Lebenswandel hat ihn an den Bettelstab gemacht, und die Gerichtsvollzieher sind ihm bereits auf den Fersen. Um dem unangenehmen Trubel zu entgehen, taucht René bei seinem Freund, dem Kunstmaler Brissard, und dessen Modell unter. Unter dem Pseudonym René Duval will er eine neue Existenz beginnen. Als ihm eines Tages die Sängerin Angèle aufgrund Renés chevaleresken Beistandes den lukrativen Auftrag erteilt, sie in Brissards Atelier zu malen, ist guter Rat teuer, denn ein Künstler ist der Graf von Luxemburg nun wirklich nicht. Mit der Hilfe von Freund Brissard, der statt seiner heimlich hinter einem Vorhang die Künstlerin malt, kommt das Porträt dennoch zustande. In den zahlreichen Sitzungen beginnt sich Angèle in René zu verlieben. 
Schon zuvor hat sich der korpulente und nicht allzu ansehnliche Fürst Basil Basilowitsch in eben jene Angèle verliebt. Er möchte sie gern ehelichen, nur ist sie leider von niedrigem Stand. Sein Vater hat im Testament festgelegt, dass Basil, um nicht seinen Titel zu verlieren, unbedingt dessen alte Jugendliebe, die Erbgräfin von Luxemburg, heiraten müsse. Da hat Boris‘ Nichte Sophia Laurentia eine blendende Idee: Man müsse Angèle gesellschaftlich akzeptabel machen und ihrer Herkunft aufpeppen. Ein verarmter Graf von Luxemburg kommt da wie gerufen! René erhält das unmoralische Angebot, Angèle zum Schein zu heiraten, um aus ihr eine Gräfin von Luxemburg zu machen. Bald geraten bei diesem Durcheinander die Dinge heftig in Bewegung bis schließlich alle Missverständnisse geklärt und neue Paarungen entstanden sind. Während eines Empfangs zu Ehren von Großfürst Michail Michailowitsch erhält Basil mit Caroline, der echten Gräfin von Luxemburg, testamentsgerecht und ohne Trickserei eine Ehefrau, René und seine Angèle kommen zusammen, und Brissard und sein Modell werden gleichfalls ein Paar.

## Produktionsnotizen
Die Dreharbeiten zu Der Graf von Luxemburg entstanden ab dem 25. September 1957 aus Kostengründen in Jugoslawien (Dalmatien) und wurden im November desselben Jahres beendet. Die Weltpremiere war am 18. Dezember 1957 im Stuttgarter Universum-Kino.
Carl Szokoll übernahm die Herstellungsleitung, Emil Hasler entwarf die von Paul Markwitz umgesetzten Filmbauten, Teddy Turai gestaltete die Kostüme. Werner Malbran assistierte Regisseur Jacobs. Gerhard Becker übernahm die musikalische Bearbeitung von Lehárs Vorlage, Werner Müller hatte deren musikalische Bearbeitung. Es spielte das RIAS-Tanzorchester.

## Kritiken
Im Lexikon des Internationalen Films urteilte: „Auch die schmissigen Melodien der Léhar-Operette können diese klamottenhafte Verfilmung nicht retten.“